# Загальне місце
Загальне місце, або топос (locus communis) — один з найважливіших термінів класичної риторики і літературної теорії, позначає уявну тему, яка обумовлює вибір даної думки, даного способу з багатьох інших.
Топос вважається міждисциплінарною концепцією, що виникає в рамках теорії аргументації та тексту, яка використовується під час детальних досліджень у різних наукових дисциплінах і визначається різними способами. Термін топос, введений Арістотелем у діалектиці та риториці, сьогодні використовується в літературній теорії, біблійних дослідженнях, політології, філософії, рекламі, зв'язках з громадськістю, семіології та методології наук.
Прикладом «загальних місць» є скарги на божевільні часи і занепад моралі.